# 文州
文州（ぶんしゅう）は、中国にかつて存在した州。南北朝時代から明初にかけて、現在の甘粛省文県一帯に設置された。

## 魏晋南北朝時代
558年（明帝2年）、北周により葭蘆郡に文州が設置された。

## 隋代
隋初には、文州は2郡3県を管轄した。583年（開皇3年）、隋が郡制を廃すると、文州の属郡は廃止された。605年（大業元年）、文州は廃止され、武州に統合された。607年（大業3年）に州が廃止されて郡が置かれると、武州は武都郡と改称され、下部に7県を管轄した。618年（義寧2年）、陰平郡が置かれ、曲水・長松・正西の3県を管轄した。隋代の行政区分に関しては下表を参照。
| 隋代の行政区画変遷 | 隋代の行政区画変遷 | 隋代の行政区画変遷 | 隋代の行政区画変遷 | 隋代の行政区画変遷 | 隋代の行政区画変遷 | 隋代の行政区画変遷                               |
| 区分               | 開皇元年           | 開皇元年           | 開皇元年           | 開皇元年           | 区分               | 大業3年                                          |
| ------------------ | ------------------ | ------------------ | ------------------ | ------------------ | ------------------ | ------------------------------------------------ |
| 州                 | 武州               | 武州               | 文州               | 文州               | 郡                 | 武都郡                                           |
| 郡                 | 永都郡             | 武街郡             | 葭蘆郡             | 陰平郡             | 県                 | 将利県 建威県 覆津県 盤堤県 長松県 正西県 曲水県 |
| 県                 | 将利県 建威県      | 覆津県 盤堤県      | 建昌県 正西県      | 曲水県             | 県                 | 将利県 建威県 覆津県 盤堤県 長松県 正西県 曲水県 |

## 唐代
618年（武徳元年）、唐により陰平郡は文州と改められた。742年（天宝元年）、文州は陰平郡と改称された。758年（乾元元年）、陰平郡は文州の称にもどされた。文州は剣南道に属し、曲水・長松の2県を管轄した。

## 宋代
宋のとき、文州は利州路に属し、曲水県を管轄した。南宋の端平年間以降、州は乱れて廃止された。

## 明代
1371年（洪武4年）、明により文州は文県に降格された。